# Уші (острів)
У́ші (рос. Уши) — скелястий острів в затоці Петра Великого Японського моря. Знаходиться за 170 м на північний захід від острова Руського при вході до бухти Новік. Адміністративно належить до Фрунзенського району Владивостока Приморського краю Росії.

## Географія

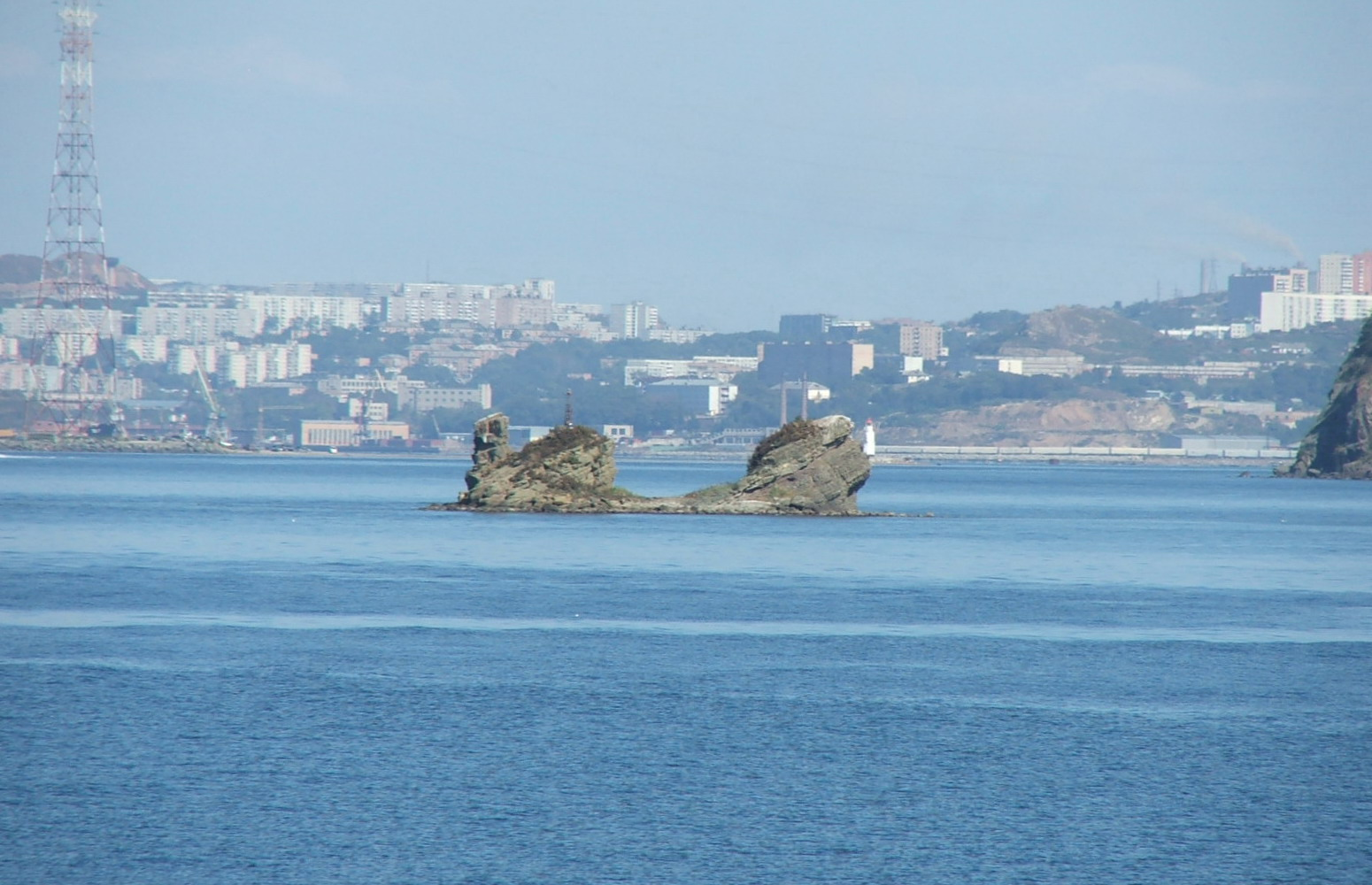
Вигляд в бік Владивостока

Острів складається з двох скель, з'єднаних між собою низинним перешийком. За виглядом скелі нагадують вуха (російською мовою уши), в народі острів ще називають Ослячі вуха. Довжина острова 45 м, ширина 22 м. Острів майже повністю без рослинності. Зі східного боку острів складений із конгломератів і знаходиться під абразивною дією морських хвиль. Через ці процеси у скелі утворилась невелика арка. На західному кінці від острова тягнеться кам'яниста гряда глибиною 5,2 м, а на північному сході міститься банка Нахімова з глибиною всього 4,8 м.